# 시소 (2016년 영화)
《시소》(SEE-SAW)는 한국에서 제작된 고희영 감독의 2016년 드라마, 다큐멘터리 영화이다. 이동우 등이 주연으로 출연하였다.

## 출연

### 주연
- 이동우
- 임재신

## 기타
- 프로듀서: 한지수
- 수중촬영: 김원국
- 수중촬영: 강관순
- 수중촬영: 허찬범
- 수중촬영: 김동한
- 동시녹음: 김창훈
- 동시녹음: 전영기
- Screenplay Writer: 조반니 좀미
- Editor: 파비오 까팔보
- 항공촬영: 김정환
- 항공촬영: 조용범
- 항공촬영: 정정란